# Tour della nazionale maschile di rugby a 15 dell'Irlanda 1985
Nel 1985, la nazionale irlandese di "rugby a 15" si reca in tour in Giappone. È stato un tour pieno di facili successi.

## Bilancio (tra parentesi i match ufficiali)
- Giocate: 5 (2)
- Vinte: 5 (2)
- Perse: 0 (0)
- Punti fatti: 201 (81)
- Punti subiti: 66 (28)

## Risultati
| Morioka maggio 1985 | Kansai | 13 – 44 | Irlanda XV |  |

| Sendai maggio 1985 | Giappone B | 10 – 34 | Irlanda XV |  |

| Osaka 26 maggio 1985 | Giappone | 13 – 48 | Irlanda XV | Hanazono |

| Nagoya maggio 1985 | Kanto | 15 – 42 | Irlanda XV |  |

| Tokyo 2 giugno 1985 | Giappone | 15 – 33 | Irlanda XV | Chichibu |